# ヴォウガ級駆逐艦
| ヴォウガ級駆逐艦                           | ヴォウガ級駆逐艦                    | ヴォウガ級駆逐艦   |
| ------------------------------------------ | ----------------------------------- | ------------------ |
|                                            |                                     |                    |
| 1940年代に撮影されたカルダス（旧テージュ） |                                     |                    |
| 概歴                                       |                                     |                    |
| 就役開始                                   | 1933年7月24日                       | 1933年7月24日      |
| 退役完了                                   | 1967年                              | 1967年             |
| 前級                                       | ドウロ級駆逐艦                      | ドウロ級駆逐艦     |
| 次級                                       | 駆逐艦の建造終了                    | 駆逐艦の建造終了   |
| 要目                                       |                                     |                    |
| 艦種                                       | 駆逐艦                              | 駆逐艦             |
| 排水量                                     | 基準排水量                          | 1219t              |
| 排水量                                     | 満載排水量                          | 1563t              |
| 全長                                       | 98.45m                              | 98.45m             |
| 全幅                                       | 9.45m                               | 9.45m              |
| 吃水                                       | 3.35m                               | 3.35m              |
| 機関                                       | ヤーロウボイラー3缶                 | 33,000shp          |
| 機関                                       | パーソンズ蒸気ギアード・タービン2基 | 33,000shp          |
| 燃料                                       | 重油311t                            | 重油311t           |
| 速力                                       | 最大36kt、巡航15kt                  | 最大36kt、巡航15kt |
| 航続距離                                   | 5400海里                            | 5400海里           |
| 乗員                                       | 147人、後に186人                    | 147人、後に186人   |
| 出典                                       | [ 1 ] [ 2 ] [ 3 ]                   | [ 1 ] [ 2 ] [ 3 ]  |

ヴォウガ級駆逐艦（ヴォウガきゅうくちくかん、ポルトガル語: Contratorpedeiros Classe Vouga）は、ポルトガルの駆逐艦。7隻が建造され、2隻はコロンビアに売却されてアンティオキア級駆逐艦となった。艦名はポルトガルの河川から採られている。ドウロ級駆逐艦とされる場合もある。

## 建造
1930年7月18日に承認された海軍整備計画（Magalhães Corrêa）において計画された4隻の駆逐艦として建造が行われた。1932年には水上機母艦の建造取りやめによって駆逐艦が1隻増やされたため、調達数は5隻、さらに1934年にはコロンビア海軍にドウロとテージュの2隻を売却し、その代替として同名の2隻を追加したため、建造数は7隻となった。
ヴォウガとリマの2隻がヤーロウ・シップビルダーズで建造され、残る5隻がリスボンの海軍建造・修理協会（Sociedade de Reparações e Construções Navais）で建造された。

## 構造
船型は船首楼型。前方に主砲2門を背負い式で配置、その後方に艦橋と前部マスト、船尾へ向かって1番煙突、40mm機関砲、2番煙突、40mm機関砲、魚雷発射管、後部マスト、魚雷発射管、40mm機関砲、背負い式の主砲2門の順で配置されていた。
主砲は、ヴィッカース・アームストロング製120mm50口径速射砲 Mk Gの単装砲塔4門、これに加えて533mm4連装魚雷発射管2基という対水上戦を重視した装備であった。他方、対空装備は貧弱であり、建造当時は40mm機関砲（ポンポン砲）を煙突の間に1門、後部に2門有するのみであった。対潜装備は爆雷投射装置2基、各12発。これに加えて機雷20発の敷設が可能であった。
機関は、ヤーロウ・シップビルダーズのボイラー3基にパーソンズ・マリン・スチーム・タービンの蒸気ギアード・タービン2基による2軸推進。公試では、37ノットに迫る速度をヴォウガとリマが記録している。この構造に対して、アンバスケイドとの類似性を指摘されることもある。

## 改装
第二次世界大戦が勃発すると、運用は当初想定されていた対水上戦ではなく船団護衛が中心となった。この変化に対応するため、1943年にイギリスから対潜ソナーとエリコン 20mm機関砲を導入した。20mm機関砲は艦橋に2門、中央部の魚雷発射管と40mm機関砲を降ろした空間に2門、さらに後方の40mm機関砲2門を20mm機関砲2門に更新し、後部マストを撤去した。
第二次世界大戦後の1946年から1949年にかけてイギリスで近代化改装が行われた。対艦戦闘の重要性は薄れ、防空・対潜といった護衛任務に注力することを主眼とした改装であった。内容は魚雷発射管と20mm機関砲2門を撤去しボフォース 40mm機関砲4門を装備、主砲の砲身交換、光学測距儀の撤去と対空レーダー及び射撃管制用レーダーの追加、爆雷投射機の更新と倍増、指揮通信設備の増強が行われた。これに際して、三脚式のマストが艦橋後方に増設され、二番煙突の高さが切り詰められている。
1957年から1959年にはドウロを除く4隻に対して、リスボンで第三次改装が行われた。対空レーダーと通信機器を更新し、爆雷投射機と2番及び3番主砲を撤去、スキッド対潜迫撃砲1基と40mm連装機関砲1基を追加、戦闘指揮所を設けた。
|        | 初期                    | 第一次改装               | 第二次改装           | 第三次改装            |
| ------ | ----------------------- | ------------------------ | -------------------- | --------------------- |
| 主砲   | 120mm砲4門              | 120mm砲4門               | 120mm砲4門           | 120mm砲2門            |
| 機関砲 | 40mmポンポン砲3門       | エリコン 20mm機関砲6門   | 20mm機関砲4門        | 20mm機関砲4門         |
| 機関砲 |                         | ボフォース 40mm機関砲4門 |                      |                       |
| 機関砲 |                         |                          | 40mm連装機関砲1基2門 |                       |
| 魚雷   | 533mm4連装魚雷発射管2基 | 533mm4連装魚雷発射管1基  |                      |                       |
| 対潜   | 爆雷投射機2基           | 爆雷投射機2基            | 爆雷投射機4基        | スキッド対潜迫撃砲1基 |

## 運用
主にアソーレス諸島で運用された。スペイン内戦に際して避難に用いられた他、NATO設立後は、多国間演習にも使用されている。

## 一覧
| 艦名              | 識別記号 | 識別記号 | 進水           | 就役           | 退役                                                   |
| 艦名              | 当初     | NATO     | 進水           | 就役           | 退役                                                   |
| ----------------- | -------- | -------- | -------------- | -------------- | ------------------------------------------------------ |
| ドウロ（Douro）   | DR       |          | 1933年11月18日 | 1934年5月16日  | 1934年売却され、コロンビア海軍のカルダスとなる。       |
| テージュ（Tejo）  | T        |          | 1933年5月10日  | 1934年2月24日  | 1934年売却され、コロンビア海軍のアンティオキアとなる。 |
| ヴォウガ（Vouga） | V        | D334     | 1933年1月25日  | 1933年7月24日  | 1967年                                                 |
| リマ（Lima）      | L        | D333     | 1933年5月29日  | 1933年10月12日 | 1965年10月27日                                         |
| ダン（Dão）       | D        | D331     | 1934年7月30日  | 1935年1月5日   | 1960年11月29日                                         |
| テージュ（Tejo）  | T        | D335     | 1935年5月4日   | 1935年10月12日 | 1965年2月9日                                           |
| ドウロ（Douro）   | DR       | D332     | 1935年8月16日  | 1936年2月11日  | 1959年                                                 |

## 注
1. ↑  BL 4.7インチ45口径艦砲（英語版）の砲身延伸型[1]。
2. ↑  カーティスの高出力タービンとパーソンズの巡航用タービンとする説もある[1]。